# Le Menoux

Le Menoux este o comună în departamentul Indre, Franța. În 2009 avea o populație de 455 de locuitori.